# Кооперування
Кооперування — виробничі зв'язки між підприємствами, які спільно виготовляють продукцію. Виготовляють з власної сировини.

## Класифікація
Форми кооперування:
- за галузевим принципом: внутрішньогалузеве й міжгалузеве; Внутрішньогалузеве кооперування — це кооперування підприємств у межах однієї галузі. Міжгалузеве кооперування — це кооперування між підприємствами різних галузей.

- за територіальним принципом: внутрішньорайонне й міжрайонне. Внутрішньорайонне кооперування — це виробничі зв'язки між підприємствами, які розташовані в межах одного крупного економічного району, наприклад, Центрального району України. Міжрайонне кооперування — встановлення виробничих зв'язків між підприємствами, розташованими в різних економічних районах.

Залежно від виду спеціалізації розрізняють три види кооперування:
- агрегатне;
- подетальне;
- технологічне.

Приклад агрегатного кооперування -  постачання комплектуючих електродвигунів, генераторів, насосів, компресорів та інших виробів головним підприємствам. 
Приклад подетального кооперування - постачання радіаторів, карбюраторів для тракторних заводів.
Приклад технологічного кооперування - виконання певних технологічних операцій, наприклад, гальванічних робіт тощо.